# 무공훈장 (대한민국)
무공훈장(武功勳章)은 전시 또는 이에 준하는 비상사태하에서 전투에 참가하여 뚜렷한 무공을 세운 사람에게 수여하는 훈장이다.

## 역사
대한민국 무공훈장령은 1950년 10월 18일 제정되었으며, 당시 무공훈장은‘일등무공훈장, 이등무공훈장, 삼등무공훈장, 사등무공훈장’4등급 체계이었다.
이후 1951년 8월 19일 무공훈장 개정을 통해‘태극무공훈장, 을지무공훈장, 충무무공훈장, 화랑무공훈장’4등급 체계로 명칭을 변경하였고, 각 훈장마다 금성, 은성, 무성 3개 등급으로 세분화하였다.
이후 대한민국 정부는건국공로훈장령, 무공훈장령 등 훈장별로 각각 제정되어 있던 법령을 통합하여 1963년 12월 14일 상훈을 제정함으로써, 기존무공훈장령의 등급과 세분화는 폐지되었고, 상훈법에 따라 '태극무공훈장, 을지무공훈장, 충무무공훈장, 화랑무공훈장, 인헌무공훈장'의 5등급 체계로 구성된 이후 현재에 이르고 있다.

## 등급
- 1등급  태극무공훈장(太極武功勳章, Taegeuk Order of Military Merit)
  - 1963년까지 금성 태극무공훈장, 은성 태극무공훈장, 무성 태극무공훈장으로 세분화 되어있었다.
- 2등급  을지무공훈장(乙支武功勳章, Eulji Order of Military Merit) 
  - 1963년까지 금성 을지무공훈장, 은성 을지무공훈장, 무성 을지무공훈장으로 세분화 되어있었다.
- 3등급  충무무공훈장(忠武武功勳章, Chungmu Order of Military Merit) 
  - 1963년까지 금성 충무무공훈장, 은성 충무무공훈장, 무성 충무무공훈장으로 세분화 되어있었다.
- 4등급  화랑무공훈장(花郎武功勳章, Hwarang Order of Military Merit) 
  - 1963년까지 금성 화랑무공훈장, 은성 화랑무공훈장, 무성 화랑무공훈장으로 세분화 되어있었다.
- 5등급 인헌무공훈장(仁憲武功勳章, Inheon Order of Military Merit) 
  - 1963년 12월에 추가되었다.

## 같이 보기
- 대한민국의 상훈